# أندا (إيران)
أندا (بالفارسية: اندا) هي منطقة سكنية تقع في إيران، مقاطعة لامرد، بلدة أشكنان، قسم أشكنان. وحسب احصاءات سنة 2006 كان مجموع عدد سكانها 12 نسمة يعيشون في 6 أسرة.